# Kallhälls IF
Kallhälls IF är en ishockeyklubb från Kallhäll, nordväst om Stockholm. Föreningen har ett damlag i Damettan östra, ett herrlag i Hockeyfyran Norra Stockholm samt ett veteranlag.